# 日本发送电
日本发送电株式会社（日语：／／ Nipponhassōden），简称为日发（日语：／／ Nippatsu），是1939年至1951年间一家负责日本全国电力业的特許公司，是二战時为了构建国家全面战争体系，根据当时日本政府的国家电力管理政策，将東京電燈、日本電力等全国性电力公司合并而设立的半官半民公司。战后因盟軍總司令部推动垄断企业解散，于1951年被迫解散，成为東京電力、關西電力等，今日日本重要电力企业的前身。

## 成立

### 电力管理的诞生

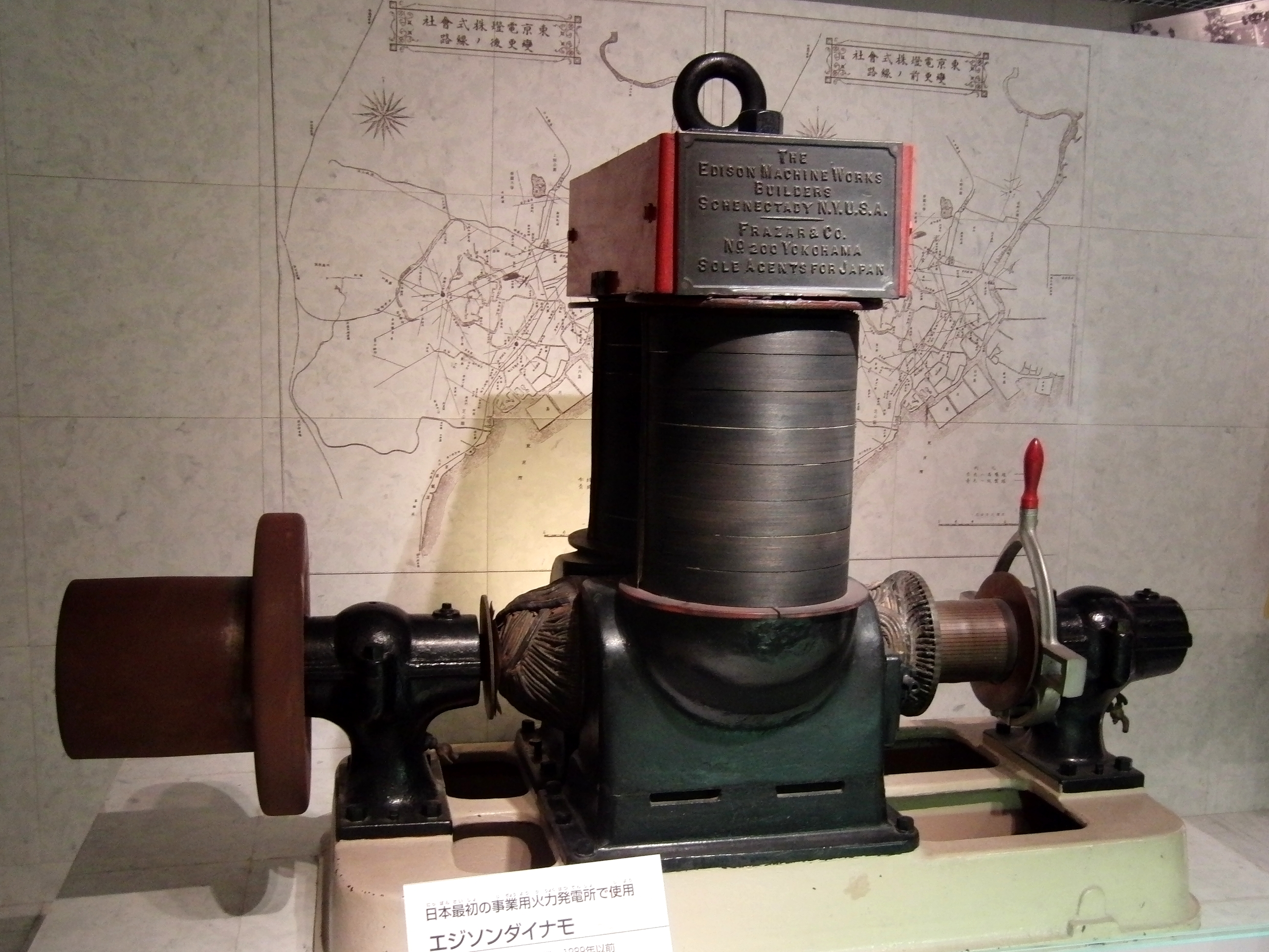
茅场町火力发电厂使用的爱迪生发电机（国立科学博物馆展出）

日本的电力业诞生于1882年，藤岡市助等人请愿，并在隔年成立東京電燈。此后東京電燈于1887年在日本桥 (位于当时的日本橋區茅場町)建立了发电厂，开始在附近非常有限的区域内输电。此后神户电灯、大阪电灯、名古屋电灯、京都电灯等公司相继成立，并因甲午战争的胜利进一步加速电力业的发展。
起初日本没有法律体系来规范这些公司的电力业务。 1891年1月帝国议会的临时国会大厦被大火烧毁，起火的原因推测可能是照明设备短路引起。以此为契机，警视厅于12月制定了《电气营业取缔规则》，监督电力行业实施安全措施，是日本第一部电力相关法律。此后为了监管全国各地新兴的电力公司，监管权从警视厅转移到遞信省 ，并于1896年5月制定了《电气事业取缔规则》，要求电力企业在发电、输电、配电各环节落实安全等义务。
1907年东京电灯开始运营位于山梨县的水力发电厂--驹桥发电厂。此时电力资源的开发被视为富国强兵的必要措施，因此在1910年针对全国河川实施第一次发电水力调查。1911年颁布了《电气事业法》 ，确立了电力事业的公益性质。同时，电力事业的发电用水权、土地使用权、林木采伐权等各项权利均得到保障。该法颁布后，电力公司在全国各地竞相建设大型水坝式水力发电厂，如福泽桃介修建的木曾川大井水坝。
1914年猪苗代水力电气成功架设从福岛县猪苗代第一发电站到东京田端的长距离高压输电线，线路长约225公里，标志电力输送技术的成熟。在长距离输电技术出现后，电力公司之间的竞争加剧，电力公司开始进行跨区域竞争，最终出现了包括东京电灯、东邦电力、大同电力、宇治川电气、日本电力的“五大电力会社”，五大电力会社推动了木曾川、信浓川、飞驒川、天龙川、庄川流域的水力发电开发。
然而，在电力开发另一方面，电力事业兴建水坝拦阻水源，与水坝下游用水减少的地方民众矛盾却愈演愈烈，各地爆发冲突，而《电气事业法》无法处理此类纠纷。为此，管辖河川的内务省于1926年8月26日发布了河川行政监督令，规定在河流上安装所有水坝、水力发电厂和相关设施，必须获得內務大臣的许可，达成了初步解决。内务省对电力管理的这次干预，成为后来国家控制电力的开始。

### 電力連盟
相对于国家对电力业的控制，1932年4月当时的五大电力会社（日本电力、東京電燈、東邦電力、大同電力、宇治川电气）组成称为電力連盟的卡特尔，这成为日本发送电的基础。关东大地震时五大电力公司曾发行巨额外国债券，但由于1931年12月日本宣布禁止黄金出口导致外汇贬值，五大电力公司的外债利息支付负担加重。于是在遞信省推动下成立電力連盟。1933年7月，政府电气委员会考虑了連盟提交的书面意见，引入了电价审批制度。
事实上電力連盟在许多方面独立于政府运作。具体例子包括要求修改《担保付公司债信托法》、推动针对外国债券的反制措施、决定关东与关西之间的电力互通、联合採购火力发电厂用煤炭、在中国大陆地区的电力控制、反对国家管理电力业 。
在電力連盟推动下，1933年4月《担保付公司债信托法》成功修改，同年5月和次年4月批准购买外国债券赎回海外汇款，日本电力、東京電燈与东信电气进行电力交换，抚顺煤炭的联合採购，扩建关西共同火力，设立中部共同火力。

### 国家控制之路
1926 年曾任东京帝国大学教授，并就任内务省土木试验所所长的物部长穗提出河水治理计划方案。物部在该提案中表示“为了有机地运营这些河川设施，希望河川设施的运营商由政府控制。”这个河川管理计划草案后续由日本河川管理的第一把手青山士接手。与此同时面对激烈且恶性竞争的电力行业，遞信省部分官员也开始认为“电力业务不能委托给民间”。
1927年主管电力业的遞信省电气局成立了一个内部机构——临时电气事业调查部，下令针对日后電力管理的方针进行审议。最终结果于1928年公布，重点的是要建立一个半政府性质的公司，控制所有的电力开发，适当开发资源，并以低电价提供稳定的电力，遞信省于1932年4月修订了《电气事业法》，12月法案生效后，成立了电气委员会。 1937年（昭和12年）进行了第三次发电水力调查，其核心是物部早先公布的河水整治计划，由此开始内务省和遞信省的官僚们开始采取与河流管理一样的态度，将重要电力业务纳入国家管制。
同时九一八事變后，军部逐渐崛起。其中统制派尤为突出。他们否认自由经济，并致力于通过国家計劃經濟来建立和加强战时体制。 五一五事件和二二六事件后，东条英机等统制派成员通过清洗对立的皇道派而获得实权，坚持将公共利益置于私营企业利益之上。之后统制派和内阁官僚开始建立一个成熟的計劃經濟政策，目标之一便是电力行业，并在1938年向帝国议会提交了《电力国家统制法案》。

### 電力管理法
1938年1月19日第一届近卫内阁提交了《国家总动员法》， ，反映了随着中日战争的逐渐白热化，军方维持战时体制的意图，电力国家统制法案也在此背景下通过。《电力国家统制法案》由三部法律组成--《电力管理法》、《日本发送电株式会社法》、《与电力管理相关的公司债券处理法》，其中最重要的是电力管理法。该法案规定政府将征用并管理日本境内的所有电力设施，包括所有電力会社、道府县和民間企業运营的电力设施，征用的电力设施由“半官半民”的日本电力株式会社管理并统一运营。
电力行业对该法案强烈反对，尤其是被称为“电力之王”的东邦电力社长松永安左卫门，他曾在1933年的一次演讲中严厉批评追随军方的官僚，称他们为“人间废物”。 '然而，来自电力行业的这种强烈抵制却遭到了当时拥有庞大权力的军方镇压，而松永也被军方标记为危险人物被迫退休，此后该法案就没有遭到反对。另一方面，议会中对于日本发送电的资本来源和低电价存在分歧。最初众议院通过的法案被贵族院否决，之后提交了修改后的法案，经过贵族院通过，但又被贵族院再次修改。最终，经众议院和貴族院两院协议会调整，电力国家统制法案于3月26日通过，4月6日颁布，1939年3月18日全法生效。
法案颁布后，政府于5月5日成立了隶属于递信大臣的电力管理准备局以及作为咨询机构的電力審議会，进行了审议和决定关于电价的设定，这是会议上有争议的问题。 8月10日，成立电力评审委员会，对全国将被征用的电力设施进行评审。按规政府要以投资或收购的方式获得各经营者转移经营权，但实际执行上无异于以总体战的名义强行征用。为了管理电力设施递信省将电力局与电力管理准备局合并，于1939年4月1日成立了递信省直辖的电气厅。在电气厅成立的同一天，日本发送电也挂牌成立了。

### 配電統制令
随着《电力管理法》的颁布，日本所有发电和输电设施均置于日本发送电的控制之下。然而，配电业务仍然由私营部门进行。 1937年日本有470家电力公司，大正时代开始的激烈市场竞争在运营商之间留下了难以消除的敌对意识，尽管递信省不断敦促配电业务整合，但由于利益冲突影响进展十分缓慢。
于是继发送电业务之后，又推动了国家对配电业务的控制。在1941年8月30日全国各地的配电公司被迫合并，包括五大電力会社在内的所有配电公司全部解散，在全国九个地区（北海道、東北、關東、中部、北陸、關西、中國 、四國、九州）成立了新的配电公司，并与日本发送电合作开展配电业务。就这样，在太平洋战争即将来临之前，日本所有的电力业务都被置于政府的掌控之下，达成電力国家統制的目标。

## 事業内容

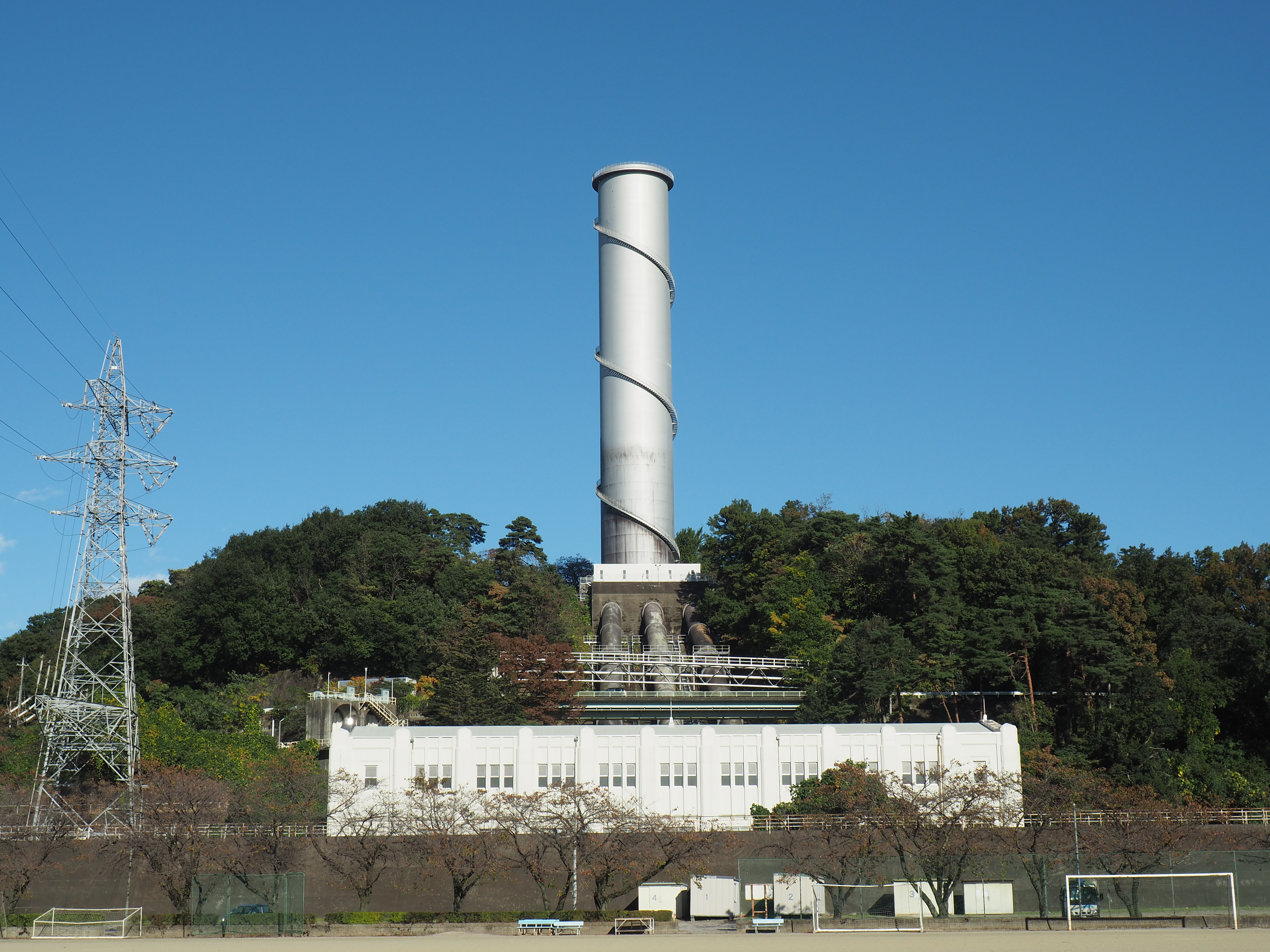
佐久发電所（群马县）

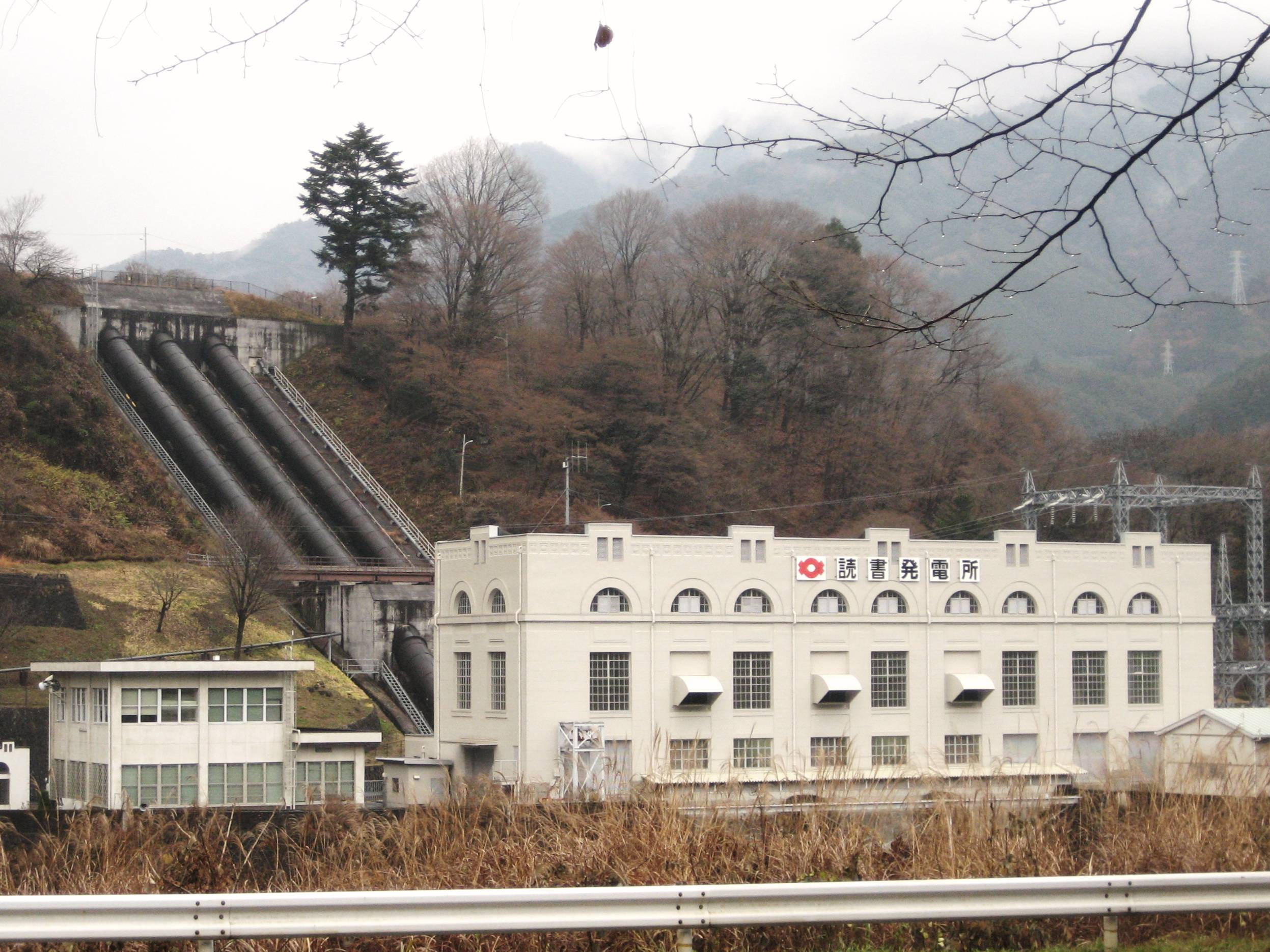
读書发電所（长野县）

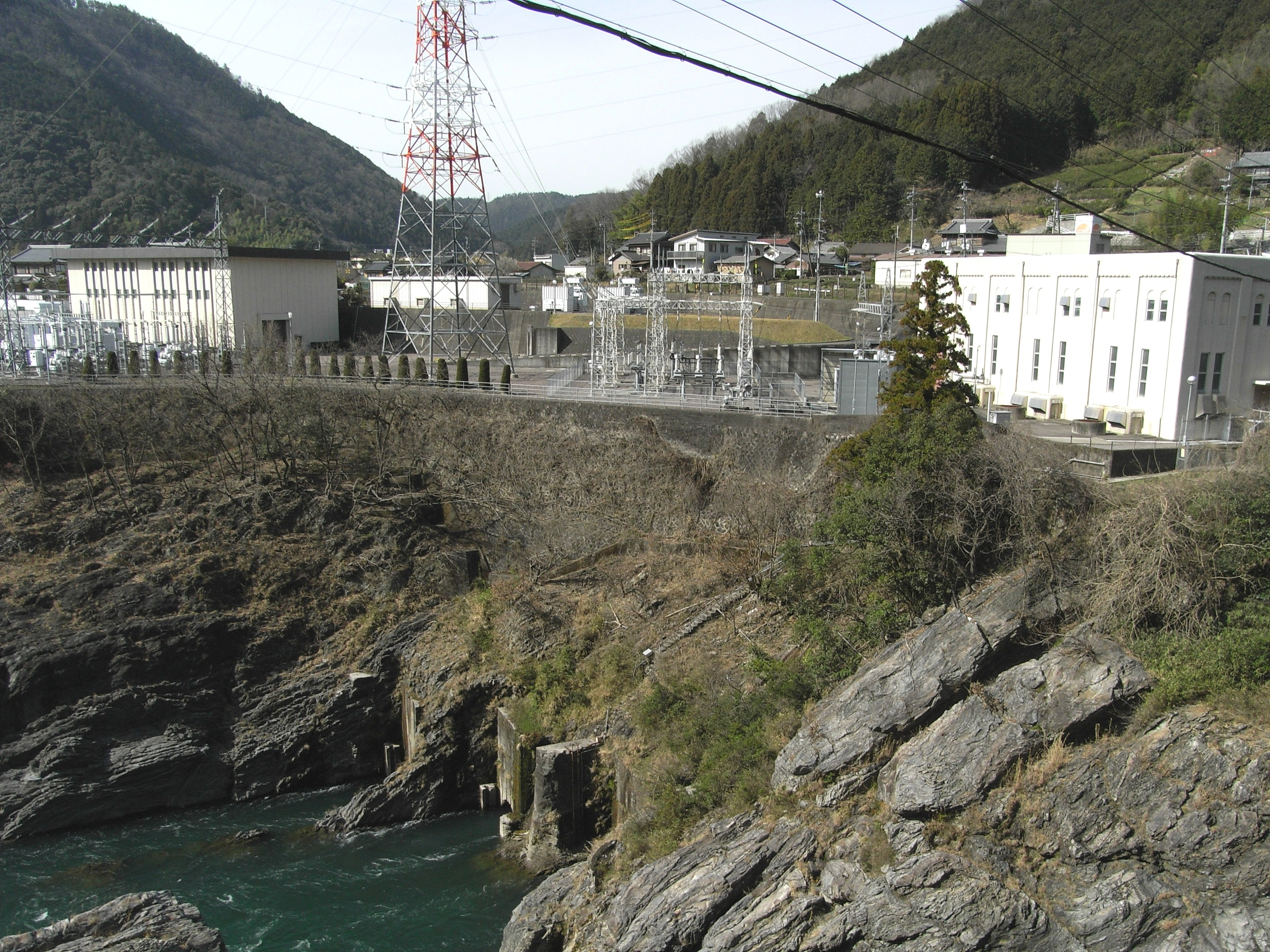
上麻生发電所（岐阜县）

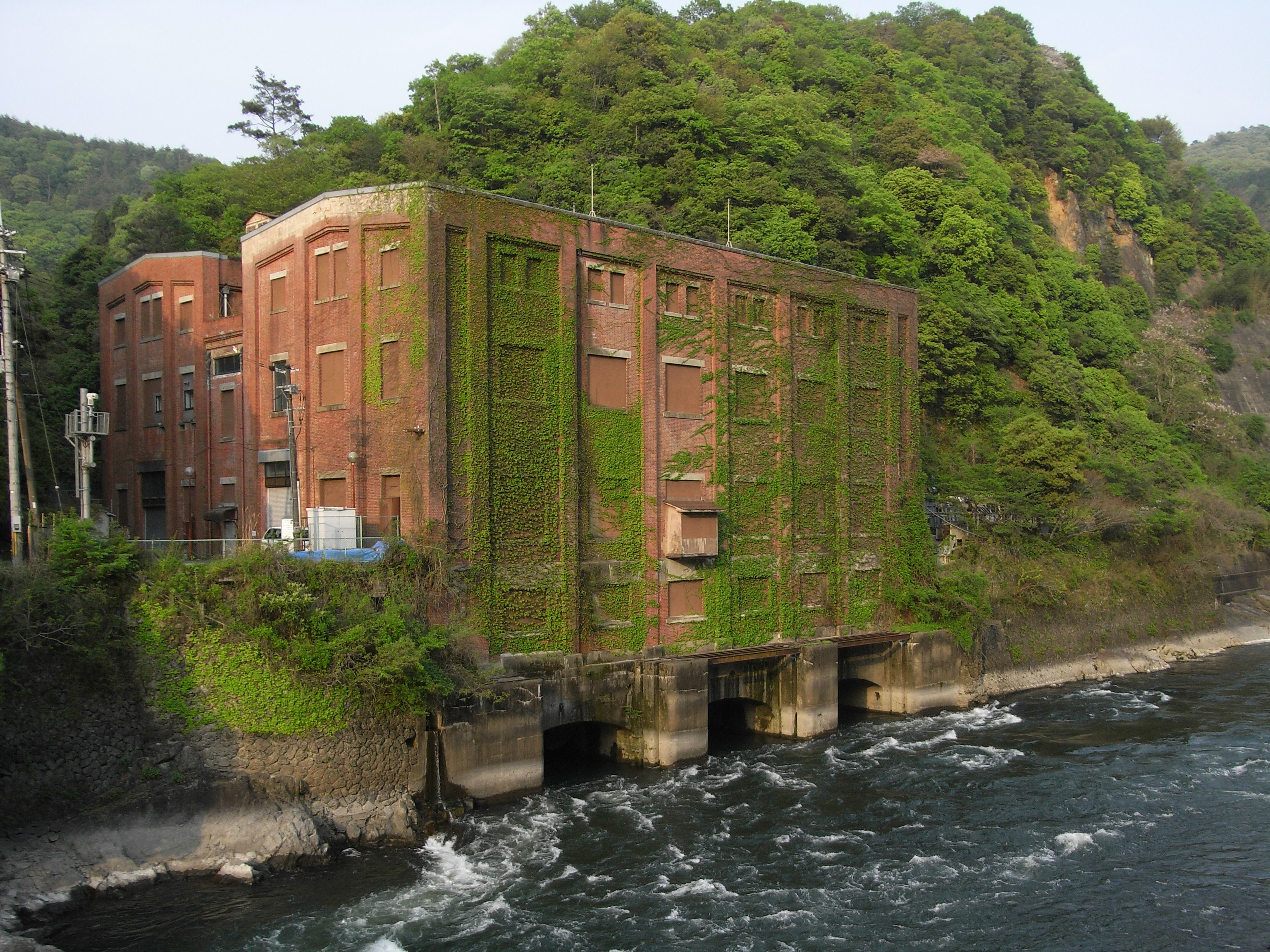
志津川发電所（京都府）

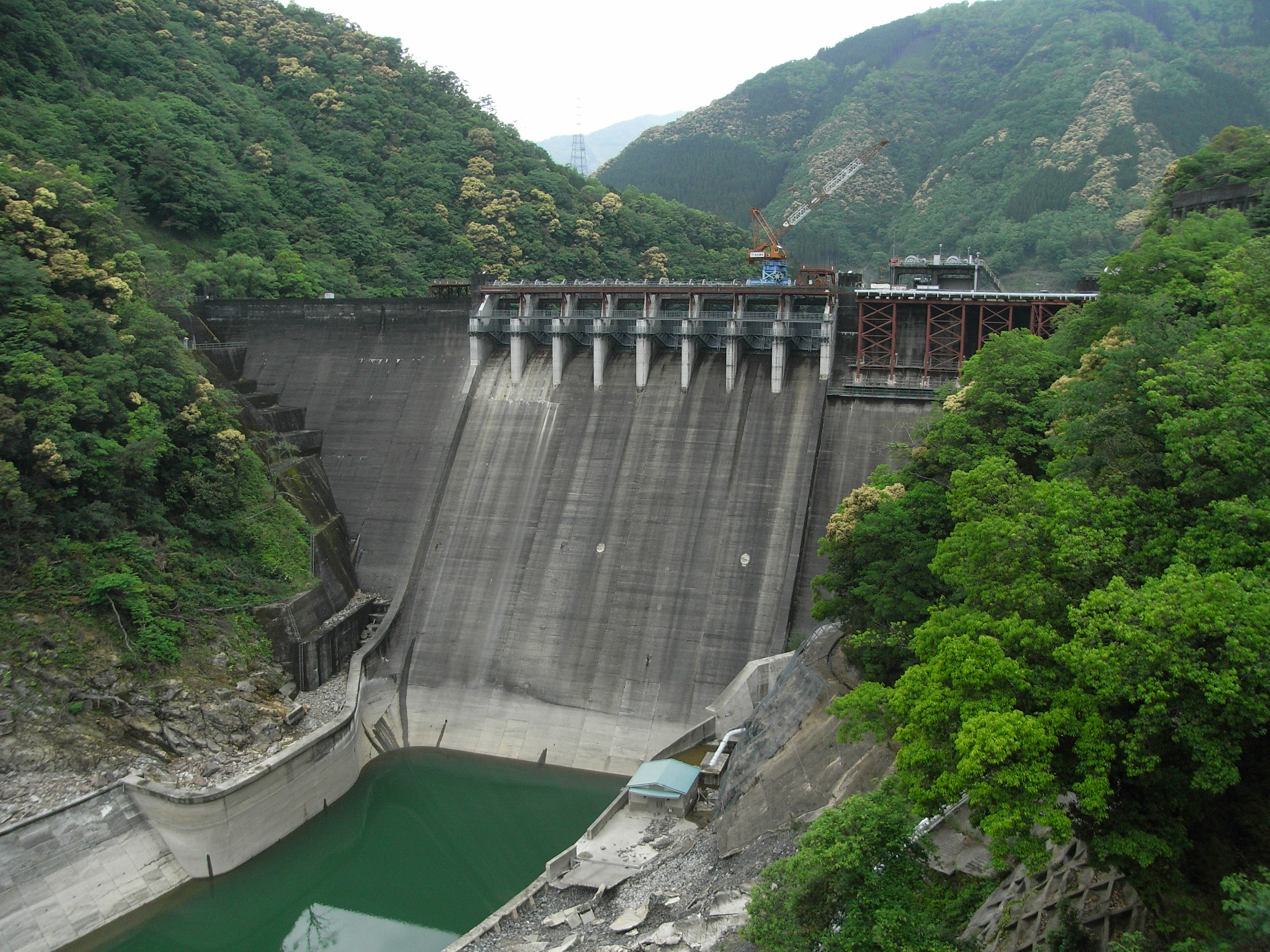
塚原大坝（宫崎县）

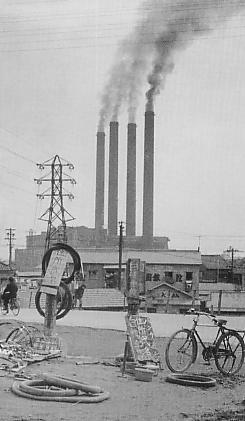
千住火力发電所（東京都）

### 組織
日本发送电的总部设于東京市小石川区（現：東京都文京区小石川），公司设置相当于社长的总裁一职，然而公司高层职务的任免掌握于内阁，经营决策也掌握于内阁，因此日本发送电实际上无异于一家国营公司。

### 电力设施
根据電力管理法施行令，以下设施无条件由日本发送电接收运营：
- 发电功率5000kW以上的水力发电设施
- 发电功率10000kW以上的火力发电设施
- 电压10万伏特以上的输电设施

其他未达上述规模但具有一定重要性的发送电设备也收归日本发送电所有。只有极少数企业的自用发电设备没有被征收，例如：王子製紙的千岁川发电所群、日本轻金属的富士川水系发电所群，以稳定生产为由避免了被征收。除了王子製紙和日本轻金属外其他没有被征收的发电设施，发电功率大多不超过1000kW。
除了发送电设备本身，发送电设备的配套设施也是征收对象，例如：1942年征收富山县电气局时，富山县营铁道千垣～粟巢野区间也被一并征收，不过隔年便被转让给富山地方铁道成为今日立山線的一部分。

### 电力五年计划
1939年日本发送电成立之初，其拥有以下发送电设备：
- 水力发电站134处，发电量197万6800kW。
- 火力发电站18处，发电量约27万3552kW。
- 变电设备115处，容量464万8350伏安。
- 输电线全长7947公里。

当时日本政府为了推动战时体制，急于开发新的電力資源，并将重点置于水力发电，在1937年第三次发电水力调查后，确认新建堤坝式水力发电站的重要性，1938年的发电及送电计划要纲提出「水主火从」的发电能源结构，在此基础上1939年制定电力五年计划，设置到1943年为止增加水力发电量185万kW、火力发电量92万kW的目标。
伴随电力五年计划，日本发送电开始着手调查水力发电资源，但在进入实际开发阶段時，由于建设許可的获得並不順利，存在計劃實施緩慢的問題。此外递信省电力五年计划下的電廠建設計劃存在性价比問題，設施效益相對于投入成本比例过小。結果到1943年新開發的電力量為44萬千瓦，只有原計劃的15.3%左右。而且隨著太平洋戰爭的加劇，物資短缺更加嚴重，新的電力開發不得不停止，日本发送电只能进行對現有設施的维护。

### 移交军需省
太平洋戰爭爆发以来日本局势逐渐不利，军方对各种资源的控制力度增大，1943年电力五年计划截止后，根据军部意见提出昭和一八年度生产力扩充计划，计划至1947年增加发电量151万kW，然而一个月后又出台新的紧急电力扩充非常对策，计划到1945年时增加发电量达200~250万kW。
为了落实紧急电力扩充非常对策，東條内閣开始将電力行政置于軍需行政的直接監督下，为了贯彻总体战理念，1943年11月东条内阁设立軍需省，主管日本发送电的电气局从递信省移交军需省管辖，成为军需省电力局。同年12月军需省提出电力动员紧急措施要纲，将生产电力大部分用于战机生产，民生用电只提供最低限度的供应。
然而电力动员紧急措施要纲本身便是不现实的，水坝建设进度依旧缓慢，对此问题军部决定投入更多人力，其中包括强迫中国和朝鲜人民，以及盟军的战俘在非人道环境下参与劳动，导致许多劳工、战俘的死亡。随着战争局势进一步恶化，1944年小磯内閣颁布决战非常措施要领，征用一切可用物资维持战争进行，在此情况下电力设施的建设已不可能进行，不断建设中断，既有设备也被空襲破坏，到终战时日本的全国发电量仅剩战前约60%，电力系统已经完全崩坏。

## 解散

### 过度经济力集中排除法
终战后日本遭遇嚴重電力短缺，电力系统崩坏的情况下社会面临頻繁地停電问题。1945年8月26日军需省废除，电力局移交商工省管辖，并成立经济安定本部对河川资源进行调查，推动日本发送电新建水力发电站。另一方面，终战后同盟國軍事佔領下，实际统治日本的盟軍總司令部 （GHQ）为了根除日本军国主义思想，决定推动经济民主化，解散战前日本的财阀和垄断企业。1947年12月在GHQ要求下通过《过度经济力集中排除法》，日本發送電也被认定为垄断企业之一。

### 电气事业再编成
由于被认定为垄断企业，GHQ要求日本發送電和九家配電公司提交重組計劃，日本發送電提出的重組計劃依旧维持国家管理的形式，仅新设民间参与的“电气委员会”，作形式上的民主化；九家配電公司则提出由九家配電公司统一运营发电、输电和配电业务，九家公司民有民营彼此竞争。
由于最终方案迟迟未能决定，导致GHQ对日本政府的不满，企图强行执行电气事业再编成，为了避免GHQ介入，1949年11月第二屆吉田內閣成立电气事业再编成审议会。电气事业再编成审议会最终通过电气事业再编成計劃，基本上采用九家配電公司的方案，但九家配電公司分区运营。GHQ对最终方案虽然不甚满意，仍勉强通过该方案。尽管国会朝野反对，迫于GHQ压力日本政府在1950年强行通过《电气事业再编成法》和《公益事業法》，GHQ当时威胁在日本發送電重組以前不会批准任何新的电力建设。

### 日本发送电的结局
在日本发送电解散过程中，日本发送电所屬設施的分配和水力發電水權的歸屬成為重要討論议题。設施的分配按照所在区域由九家电力会社 (北海道電力、東北電力、東京電力、中部電力、北陸電力、关西电力、中国电力、四国电力、九州電力)接收，水力發電水權原则上也是如此，但是在中部、北陸地区，特别是日本阿爾卑斯山区，由于富含水力资源，导致激烈的水權争夺议题。
最終作為例外各電力会社达成协议，采取「一河川一社主義」，形成同一流域不同河流归属不同公司的现象。1951年5月1日日本发送电正式被解散并分割为九家电力会社，由于九家电力会社在成立後的一段時間內財務狀況不佳，無法投入開發新電力资源，1952年頒布了《電源开發促進法》，为了促進電力开發，政府出資66.69%，与其餘九家电力会社共同出資成立新公司--电源开发，负责電力资源的开發。电源开发与日本发送电一样是半官半民企业，在一定程度上延续日本发送电的使命，日本发送电最后一任总裁小坂順造就曾经担任电源开发总裁。

### 书籍
- 福島县土木部砂防電力課 「電源只見川開発史」：1960年
- 電源開発株式会社 「10年史」：1962年
- 中部電力株式会社 「飛騨川 流域の文化と電力」：1979年
- 東京電力株式会社 「関東の電気事業と東京電力 電気事業の創始から東京電力50年への軌跡」：2002年
- 建設省河川局開発課 「河川総合開発調査実績概要」第一巻：1950年
- 建設省河川局監修 「多目的ダム全集」：国土開発調査会 1955年
- 建設省河川局監修・全国河川総合開発促進期成同盟会編 「日本の多目的ダム」1963年版：山海堂 1963年
- 財団法人日本ダム協会 「ダム年鑑」1991年版：1991年
- 財団法人日本ダム協会 「ダム便覧」
- 土木学会誌 第33巻5･6号 「尾瀬原・只見川・利根川の水力開発概要」： （页面存档备份，存于）土木学会 1948年12月